# عشق و کبوتر
عشق و کبوتر (روسی: Любовь и голуби) یک فیلم کمدی عاشقانه ساخت شوری سابق است که توسط ولادیمیر منشوف کسی که کارگردانی فیلم مسکو به اشک‌ها باور ندارد برعهده داشته است ساخته شده است. این فیلم از فیلمنامه‌ای به همین نام که توسط ولادیمیر گورکین نوشته شده گرفته شده است.
از جمله بازیگران آن می‌توان به لیودمیلا گورچنکو، ولادیمیر منشوف، ناتالیا تنیاکووا و سرگئی یورسکی اشاره کرد.